# Prosopocera aspersa
Prosopocera aspersa är en skalbaggsart som beskrevs av Charles Joseph Gahan 1890. Prosopocera aspersa ingår i släktet Prosopocera och familjen långhorningar.
Artens utbredningsområde är Moçambique. Inga underarter finns listade i Catalogue of Life.